# Néprajzi Értesítő
Néprajzi Értesítő: a Néprajzi Múzeum évkönyve. Indulás éve: 1900; Közreadói: 1900–1943 közt Magyar Nemzeti Múzeum Néprajzi Osztálya, 1954-től a Néprajzi Múzeum = Annales Musei Ethnographiae; Székhely: Budapest; Periodicitás: évente.

## Története
Az Ethnographia c. folyóirat mellékleteként indult, 1935 óta önálló évkönyv. Több címváltozáson esett át a közreadó intézmény szervezeti változásaival összefüggésben. „Magyar Nemzeti Múzeum Néprajzi Osztályának Értesítője” (1900-1916); „Magyar Nemzeti Múzeum Néprajzi Tárának Értesítője” (1926–1934), „Néprajzi Múzeum Értesítője” (1935–36); „Nemzeti Múzeum–Országos Magyar Történeti Múzeum Néprajzi Tára Értesítője” (1937-1943), „Néprajzi Értesítő” 1954 óta napjainkig.
Az évkönyvnek értékes tematikus számai jelentek meg, köztük „Kalotaszeg – a népművészet felfedezése” (1998), Észak- és Közép-Európa Néprajzi Múzeumairól szóló konferenciaanyag (2001), stb.
2003-ban Nagy Réka szerkesztésében megjelent a „Néprajzi Értesítő repertóriuma : 1900–2000” (Néprajzi Múzeum, Budapest, 2003, 200 o.).

## Célja, tartalma
A magyarországi és a magyarság anyagi kultúrája kutatási eredményeinek közzététele.

## Állományadatok
Megjelenése évei: 1900–1916, 1926–1943 és 1954 óta folyamatosan. Legutóbb megjelent évfolyama: 92. évf. 2010.

## Szerkesztői
- Jankó János (1900–02)
- Semayer Vilibald (1902–16)
- Bátky Zsigmond (1926–34)
- Bartucz Lajos (1935–40)
- Domanovszky György (1941–42)
- Domanovszky György és Vargha László (1943)
- Balassa Iván (1954)
- Balassa Iván és Szolnoky Lajos (1955)
- Kardos László és Szolnoky Lajos (1956)
- Szolnoky Lajos (1957–1976)
- Hoffmann Tamás (1977–1980)
- Selmeczi Kovács Attila (1981–1994, 1996–1997)
- Hofer Tamás (1995)
- Szacsvay Éva (1998)
- Gráfik Imre (1999)
- Balázs György (2000)
- Wilhelm Gábor (2001, konferencia-kötet)
- Fejős Zoltán (2002–2006)
- Fejős Zoltán és Szarvas Zsuzsa (2007)
- Szarvas Zsuzsa (2008–2011)[3]